# Humphrey Stafford, 1. Duke of Buckingham

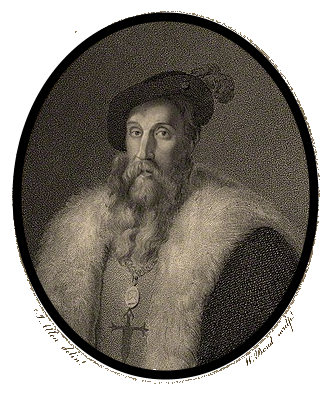
Humphrey Stafford, 1. Duke of Buckingham

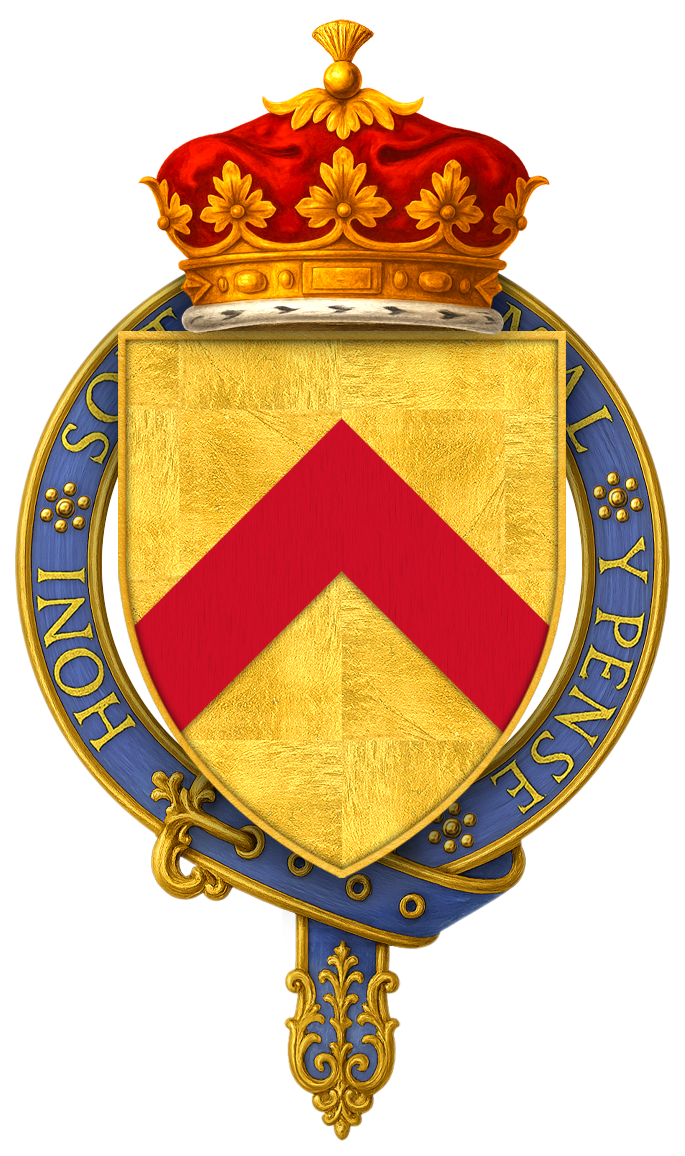
Wappen des Humphrey Stafford, 1. Duke of Buckingham

Humphrey Stafford, 1. Duke of Buckingham KG (* 15. August 1402 in Stafford; † 10. Juli 1460 in der Schlacht von Northampton), war ein englischer Adliger.

## Leben
Seine Eltern waren Edmund Stafford, 5. Earl of Stafford (1378–1403), und Anne of Gloucester, eine Enkelin König Eduards III. Beim frühen Tod seines Vaters erbte er bereits als Kleinkind den Titel 6. Earl of Stafford und damit verbundene, weit verteilte Ländereien. Am 23. April 1421 schlug ihn König Heinrich V. anlässlich des Fests des heiligen Georg in Windsor Castle zum Knight of the Bath. Am 22. April 1429 nahm ihn König Heinrich VI. als Knight Companion in den Hosenbandorden auf.
Humphrey war von 1430 bis 1432 als Generalleutnant für seinen König Heinrich VI. in der Normandie tätig und wurde für seine Dienste 1431 mit dem Titel eines Grafen von Le Perche belohnt. Heinrich VI. folgte hier der Strategie, im besetzten Frankreich zahlreichen Engländern Ländereien und Titel zu übertragen, um diese noch stärker an sich zu binden.
Am 14. September 1444 wurde Humphrey zum Duke of Buckingham erhoben. Von 1450 bis 1459 war er Lord Warden of the Cinque Ports.
Als die Feindseligkeiten zwischen den Häusern Lancaster (Heinrich VI.) und York (Richard Plantagenet, 3. Duke of York) seit 1455 offen ausbrachen und die Rosenkriege begannen, stand Humphrey dem Lancasterkönig treu zu Seite. 1460 hatte Richards Verbündeter Richard Neville, 16. Earl of Warwick, die Armee Heinrichs VI. bei Northampton gestellt. Kommandeur der königlichen Truppen war Humphrey. Während die Yorkisten aufmarschierten, lehnte Humphrey mehrere Verhandlungsaufforderungen Warwicks an den König entschieden ab. In der Schlacht gelang es nach zunächst ausgeglichenem Stand Warwick, unterstützt durch Verrat, eine Flanke der königlichen Armee aufzubrechen, so dass der Kampf bereits etwa 30 Minuten später entschieden war. Um das königliche Zelt hatten sich einige Größen der Lancasters versammelt und verteidigten es bis zum Ende, ohne sich zu ergeben. Auch Humphrey fand hier den Tod, und Heinrich VI. geriet in Gefangenschaft.

## Familie
Humphrey hatte vor dem 18. Oktober 1424 Anne Neville in Raby, Durham, geheiratet. Sie war die Tochter von Ralph Neville, 1. Earl of Westmorland, und dessen Gattin Joan Beaufort, Countess of Westmoreland. Anne hatte nicht weniger als 13 Geschwister (darunter ihre jüngere Schwester Cecily Neville, die spätere Frau von Richard Plantagenet, 3. Duke of York, und Mutter der späteren Könige Eduard IV. sowie Richard III.) sowie 10 Halbgeschwister, so dass sich der familiäre Hintergrund der Staffords sowie ihr Einfluss auch durch diese Heiratspolitik erheblich erweiterte. Die Niederlage von Northampton erlitt Humphrey allerdings gegen einen Neffen seiner Frau, Richard Neville. Der Ehe zwischen Humphrey und Anne entsprangen zehn Kinder:
- Humphrey Stafford, Earl of Stafford (um 1424–um 1459), ⚭ Margaret Beaufort (1427–1474)
- Sir Henry Stafford († 1471), ⚭ Margaret Beaufort (1443–1509)
- Edward Stafford
- Katherine Stafford († 1476), ⚭ John Talbot, 3. Earl of Shrewsbury (1448–1473)
- George Stafford
- William Stafford
- John Stafford, 1. Earl of Wiltshire († 1473)
- Joanna Stafford, ⚭ (1) William Beaumont, 2. Viscount Beaumont (1460–1507), ⚭ (2) Sir William Knyvett
- Anne Stafford († um 1472), ⚭ Sir Aubrey de Vere († 1462)
- Margaret Stafford

Die Ehefrauen des ältesten Sohnes Humphrey und des zweitältesten Sohnes Heinrich sind als Töchter der Brüder Edmund Beaufort, 1. Duke of Somerset, und John Beaufort, 1. Duke of Somerset, Cousinen gleichen Namens. Heinrich wurde durch diese Heirat zugleich Stiefvater des späteren Königs Heinrich VII.
Da Humphreys ältester Sohn bereits vor seinem Vater in der ersten Schlacht von St Albans 1455 starb, erbte sein Enkel Henry die Titel, die ihm 1465 öffentlich zuerkannt wurden.